# Sabah
Sabah is de op een na grootste staat van Maleisië en is ook bekend onder de naam Negeri di bawah bayu wat betekent Het land onder de wind. Voordat het deel ging uitmaken van Maleisië, was het onder de naam Noord-Borneo een Britse kroonkolonie. Sabah is een van de twee Maleisische staten op het eiland Borneo. Gelegen op het noordoostelijke deel van het eiland, grenst het in het westen aan de andere Maleisische staat Sarawak. Het zuidelijk deel van het eiland, Kalimantan, behoort toe aan Indonesië.
Vanuit de Filipijnen bestaan er van oudsher aanspraken op het gebied, dat eerder deel uitmaakte van het sultanaat Sulu. Ook Indonesië maakte tijdens de zogenaamde Konfrontasi aanspraken op het gebied.

## Geschiedenis
In 1881 werd Sabah overgenomen door de British North Borneo Company en in 1888 werd het een protectoraat van het Britse rijk. In 1946 kwam er een eind aan de overheersing van de Company en werd het de Britse kroonkolonie Noord-Borneo. Op 31 augustus 1963 kreeg Sabah zelfbestuur, voordat het op 16 september 1963, samen met Singapore en Sarawak deel ging uitmaken van de Maleisië. In 1963 kreeg de staat de naam Sabah.
Begin februari 2013 werd Sabah binnengevallen door zo'n 200 militanten, waaronder leden van het islamitische MILF, die het gebied opeisten in naam van de sultan van Sulu. Het Maleisische leger startte daarna een offensief om de bezetters terug te laten keren naar de Filipijnen.

## Bestuurlijke indeling
Sabah bestaat uit vijf administratieve deelgebieden ("divisions"), die weer zijn onderverdeeld in 24 districten.
|   | Division            | Oppervlakte (km²) | Inwoners |
| - | ------------------- | ----------------- | -------- |
| 1 | West Coast Division | 7.588             | 953.900  |
| 2 | Interior Division   | 18.298            | 420.800  |
| 3 | Kudat Division      | 4.623             | 189.500  |
| 4 | Sandakan Division   | 28.205            | 676.000  |
| 5 | Tawau Division      | 14.905            | 756.800  |

## Demografie
Sabah telde in 2000 2.449.389 inwoners, bestaande uit 32 etniciteiten. De grootste niet-inheemse groep zijn de Chinezen, die 20 procent van de bevolking uitmaken. De grootste inheemse bevolkingsgroep is de Kadazan-Dusun (25%); gevolgd door Bajau (15%) en Murut (3%).
Maleisisch is de officiële taal, die door alle groepen wordt gesproken, hoewel het in Sabah gesproken Maleis qua uitspraak meer lijkt op het Indonesisch. Verder wordt er ook veel Engels en Chinees (Mandarijn, Hakka en Kantonees) gesproken.

## Geografie
Sabah is vrij bergachtig, met bergen variërend in hoogte van 1000 tot 3000 meter, waarvan Mount Kinabalu met 4095 meter de hoogste berg van Maleisië en de op een na hoogste van Zuidoost-Azië is. Het berg- en heuvellandschap wordt doorkruist door rivierdalen en is in het binnenland bedekt met regenwoud. Aan de kust heeft het regenwoud plaatsgemaakt voor palmolieplantages. Meer dan driekwart van de bevolking woont aan de kust.
Kota Kinabalu, voormalig Jesselton is de hoofdstad van Sabah. Andere steden zijn onder andere Kudat, Lahad Datu, Semporna, Sepilok, Tawau en Sandakan.

## Toerisme

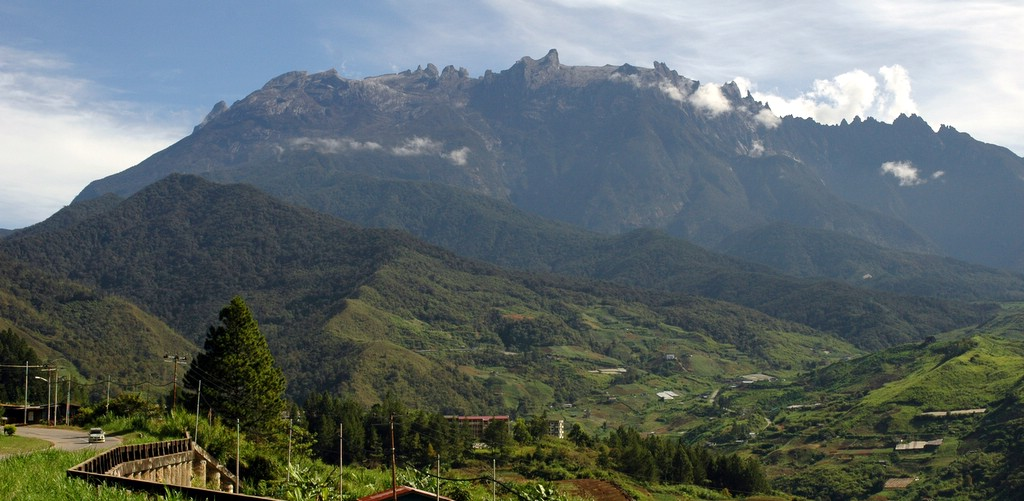
Gunung Kinabalu

Toerisme, voornamelijk ecotoerisme, is een belangrijk onderdeel van de lokale economie. Bestemmingen zijn:
- Gunung Kinabalu
- Poring Hot Springs - warmwaterbronnen
- Tanjung Aru Beach - net buiten Kota Kinabalu
- Sepilok Orang Utan Rehabilitation Centre - opvangreservaat voor orang-oetans
- Pulau Sipadan - wereldberoemd eiland voor duikers
- Beschermd gebied van de Danumvallei (Danum Valley Conservation Area) - bevat een van de laatste stukken primair laaglandregenwoud op Borneo
- Gomantong Caves - grotten bewoond door miljoenen vleermuizen
- North Borneo Railway
- Maliau Basin Conservation Area - een van de oudste regenwouden in de wereld
- Kinabatanganrivier

Er kunnen jungletochten worden gemaakt.

### Natuurparken
In Sabah zijn verschillende Nationale Parken, zoals:
- Nationaal park Kinabalu - met Mount Kinabalu
- Semporna-eilanden
- Tunku Abdul Rahman Park - een nationaal park bestaande uit vijf eilanden voor de kust van Kota Kinabalu
- Turtle Islands Park - hier komen zeeschildpadden aan land om eieren te leggen
- Pulau Tiga Nationaal Park
- Crocker Range Nationaal Park
- Ulu Padas en Long Pasia
- Tabin Wild reservaat - de Borneodwergolifant en de Sumatraanse neushoorn leven in dit park
- Bosreservaat Kabili-Sepilok
- Sungai Kinabatangan
- Danum Valley

## Eilanden
Bij Sabah behoren de volgende eilanden:
Balambangan Island • Banggi Island • Gaya Island • Jambongan Island • Kapalai Island • Lankayan Island • Layang Layang Island • Libaran Island • Ligitan Island • Mabul Island • Malawali Island • Sebatik Island • Selingan Island • Sipadan • Tabawan Island • Tiga Island • Timbun Mata Island

## Kunst en Cultuur
Sabah staat niet bekend om zijn filmindustrie, echter zijn er wel diverse films en televisieseries opgenomen, waaronder Expeditie Robinson en Bat*21.
Sabahs eerste film van eigen bodem was Orang Kita met Abu Bakar Ellah.

## Economie
Van oudsher leunt de economie van Sabah vooral op de houtindustrie, waarbij tropisch hardhout wordt geëxporteerd naar andere landen. Echter met de toenemende uitputting van natuurlijke bossen en op het resterende regenwoud te beschermen, worden de palmolieplantages steeds belangrijker. Andere belangrijke landbouwproducten zijn rubber en cacao. Toerisme is op dit moment de op een na belangrijkste inkomstenbron.
In 1970 was Sabah een van de rijkste staten van Maleisië, alleen Selangor (waarbij Kuala Lumpur toen nog behoorde) had een hoger BNP. Op dit moment is Sabah, ondanks zijn natuurlijke hulpbronnen, een van de armste staten van Maleisië. Sabah had in 2000 een werkloosheidspercentage van 5,6%, het hoogste in van alle staten en bijna twee keer zo hoog als het landelijk gemiddelde van 3,1%. 16% van de bevolking leefde onder de armoedegrens. De armoede komt onder andere door de ongelijke verdeling van rijkdommen tussen de staat en de federale overheid en het grote aantal illegale immigranten uit (voornamelijk) Indonesië en de Filipijnen.
Op dit moment probeert de staat de economie uit het slop te krijgen door een financiële injectie van RM 16,9 miljard (Ninth Malaysia Plan). Deze injectie zou worden gebruikt voor de verbetering van de achterliggende gebieden, de infrastructuur. De overheid richtte zich op de drie grootste inkomstenbronnen: landbouw, productie en toerisme.

## Politiek
| Jaar           | Partij                             | Minister-president                              |
| -------------- | ---------------------------------- | ----------------------------------------------- |
| 1963-1964      | United National Kadazan Org (UNKO) | Datuk Donald Stephens                           |
| 1965-1967      | Sabah Chinese Association (SCA)    | Datuk Peter Lo Sui Yin                          |
| 1967-1975      | USNO                               | Tun Datu Haji Mustapha Datu Harun               |
| 1975-1976      | USNO                               | Tun Datuk Hj. Mohd. Said Bin Keruak             |
| 1976 (44 days) | Berjaya                            | Tun Datuk Haji Mohd Fuad Stephens               |
| 1976-1985      | Berjaya                            | Datuk Amar Harris Bin Mohd Salleh               |
| 1985-1994      | Parti Bersatu Sabah (PBS)          | Datuk Seri Joseph Pairin Kitingan               |
| 1994-1995      | Barisan Nasional (BN)              | Tun Datuk Seri Panglima Haji Sakaran Bin Dandai |
| 1995-1996      | Barisan Nasional(BN)               | Datuk Mohd Salleh Tun Mohd Said                 |
| 1996-1998      | Sabah Progressive Party(SAPP)      | Datuk Yong Teck Lee                             |
| 1998           | Parti Demokratik Sabah (PDS)       | Tan Sri Datuk Seri Panglima Bernard Dompok      |
| 1999           | Barisan Nasional (BN)              | Datuk Seri Panglima Osu Bin HJ. Sukam           |
| 2001           | Barisan Nasional (BN)              | Tan Sri Datuk Chong Kah Kiat                    |
| 2003           | Barisan Nasional (BN)              | Datuk Seri Hj. Musa Bin Hj. Aman                |
| 2018           | Parti Warisan Sabah (Warisan)      | Datuk Seri Panglima Mohd Shafie bin Apdal       |
| 2020           | Gabungan Rakyat Sabah (GRS)        | Datuk Seri Panglima Haji Hajiji bin Noor        |

## Media
Twee nieuwsbronnen zijn de kranten de Daily Express en de New Sabah Times. Sabahs eerste krant was de New Sabah Times. De krant is opgericht door Donald Stephens, die later werd benoemd als eerste Chief Minister van Sabah.